# Farstabron

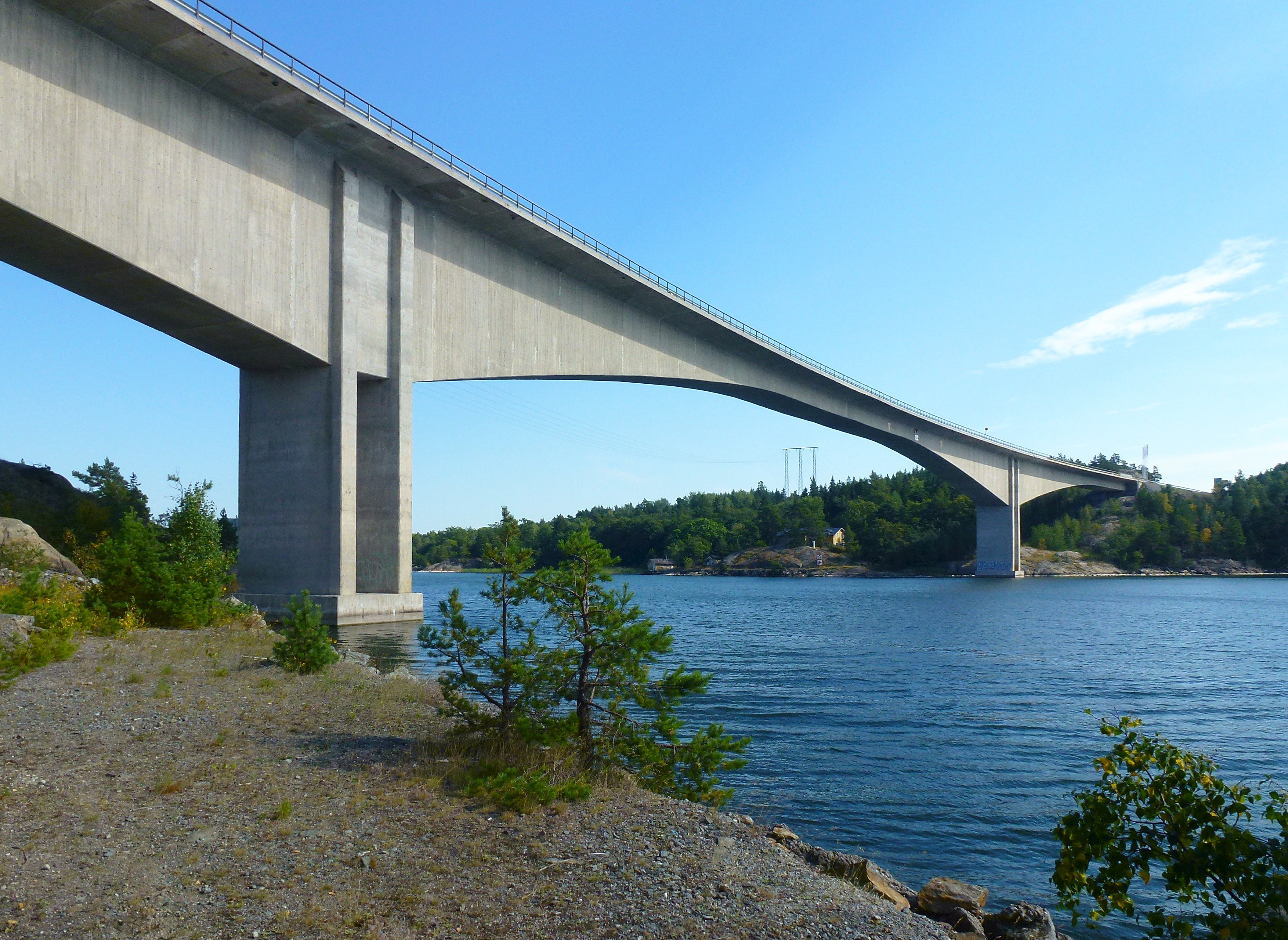
Farstabron från västra brofästet, 2015.

Farstabron är en högbro för vägtrafik på länsväg 222 (Värmdöleden). Bron anlades i början på 1980-talet och invigdes 1985 samtidigt med  motortrafikleden mellan trafikplatserna Insjön i Nacka kommun och Mölnvik i Värmdö kommun. 

## Beskrivning
Farstabron spänner i en svag kurva över Farstaviken som här har en bredd av 210 meter. Bron är en betongkonstruktion i tre spann, som vilar på två dubbla, skivformade bropelare. Mellersta spannet är 210 meter lång, vilket motsvarar farledens bredd. Brons totala längd är cirka 420 meter och bredden är 15 meter. Den segelfria höjden är 22 meter. Bron har tre körfält, varav två för västergående  trafik och ett för östergående. Högsta tillåtna hastighet på bron är 80 km/h.
Farstabron är den första fasta broförbindelsen som byggdes över Farstaviken. Innan dess fick man ta Värmdövägen genom Gustavsberg. Fram till 1860-talet existerade även en flottbro som passerade viken vid torpet Farstabro och Farstabrohål. Här låg även en krog.

## Bilder

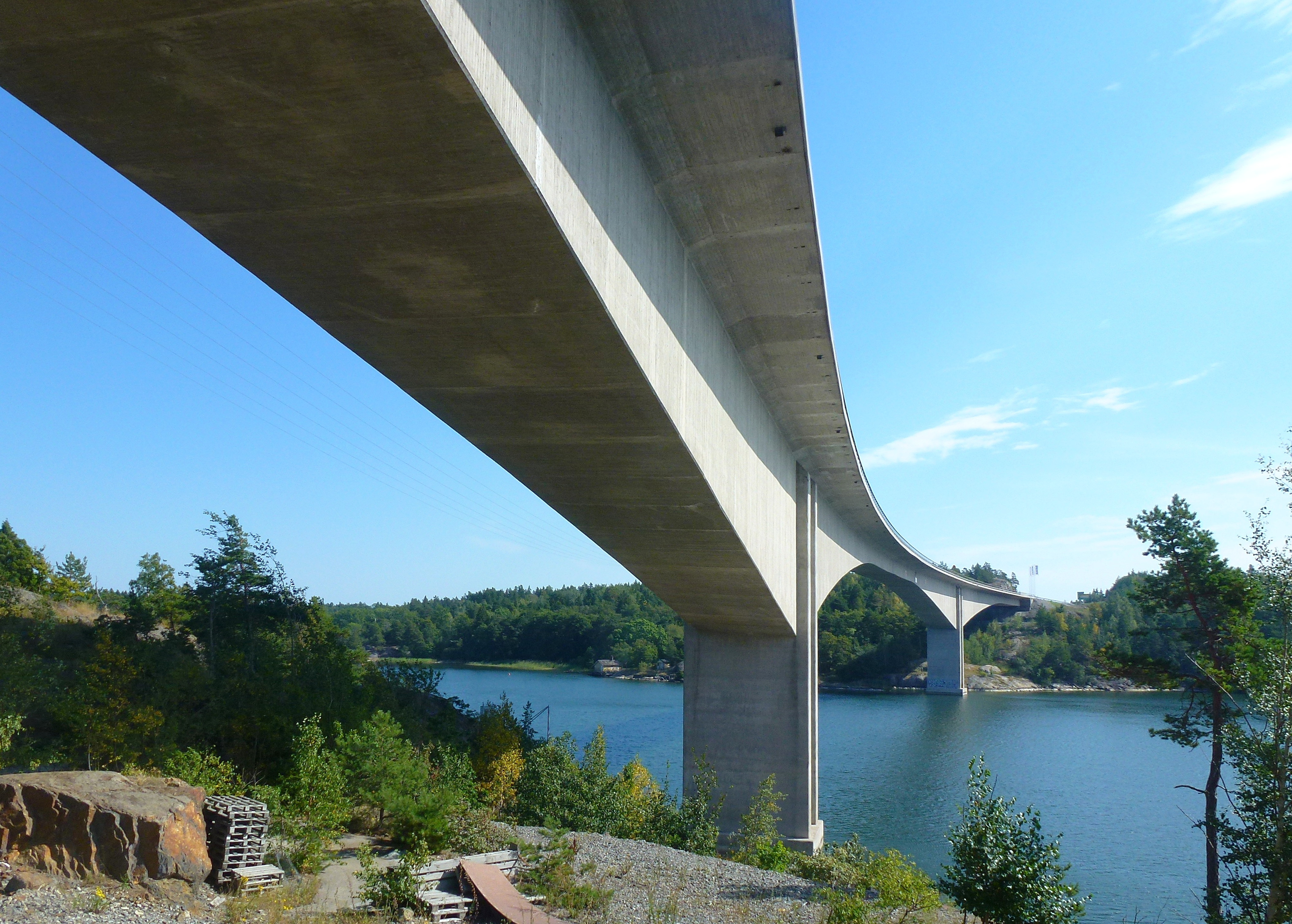
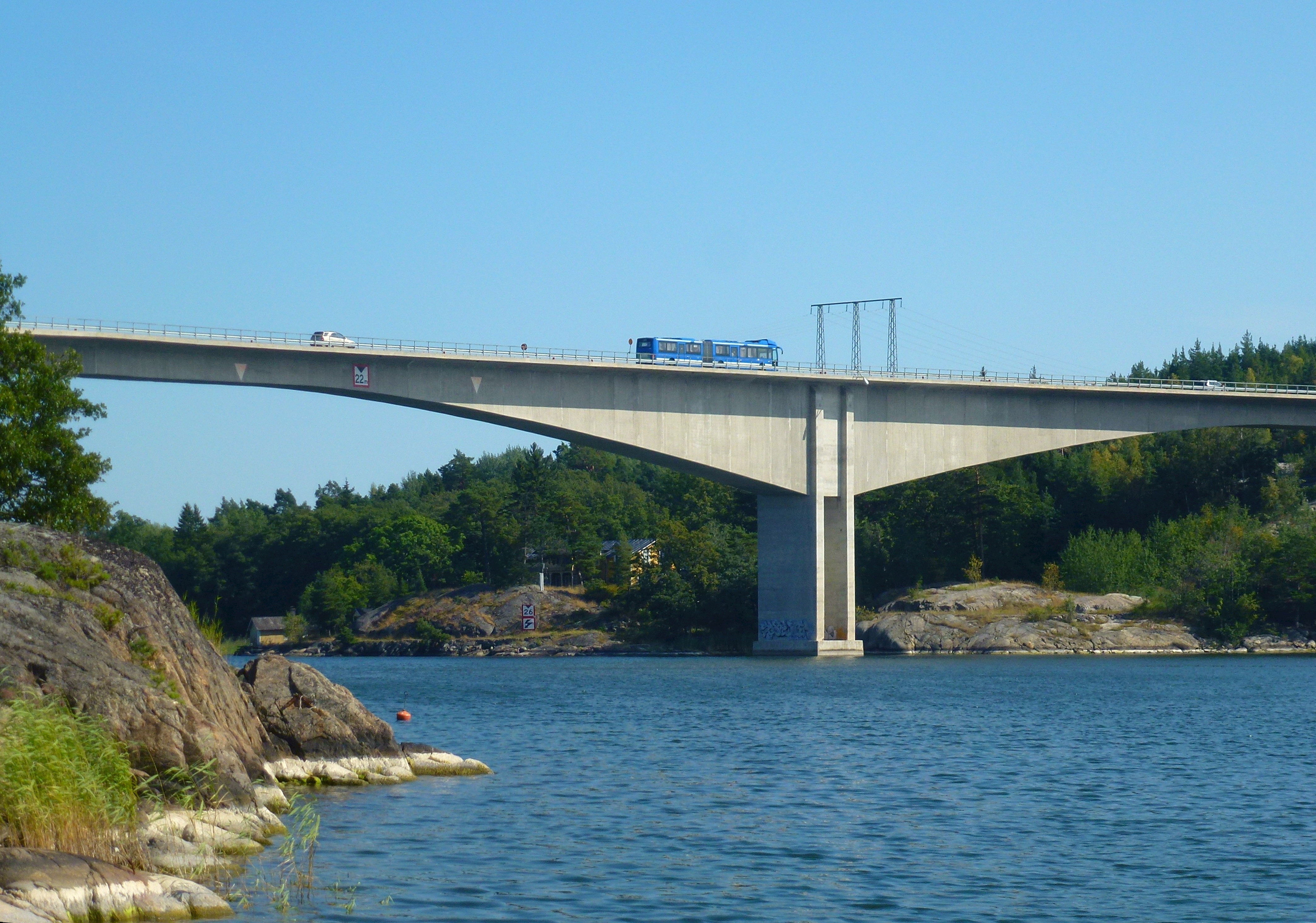
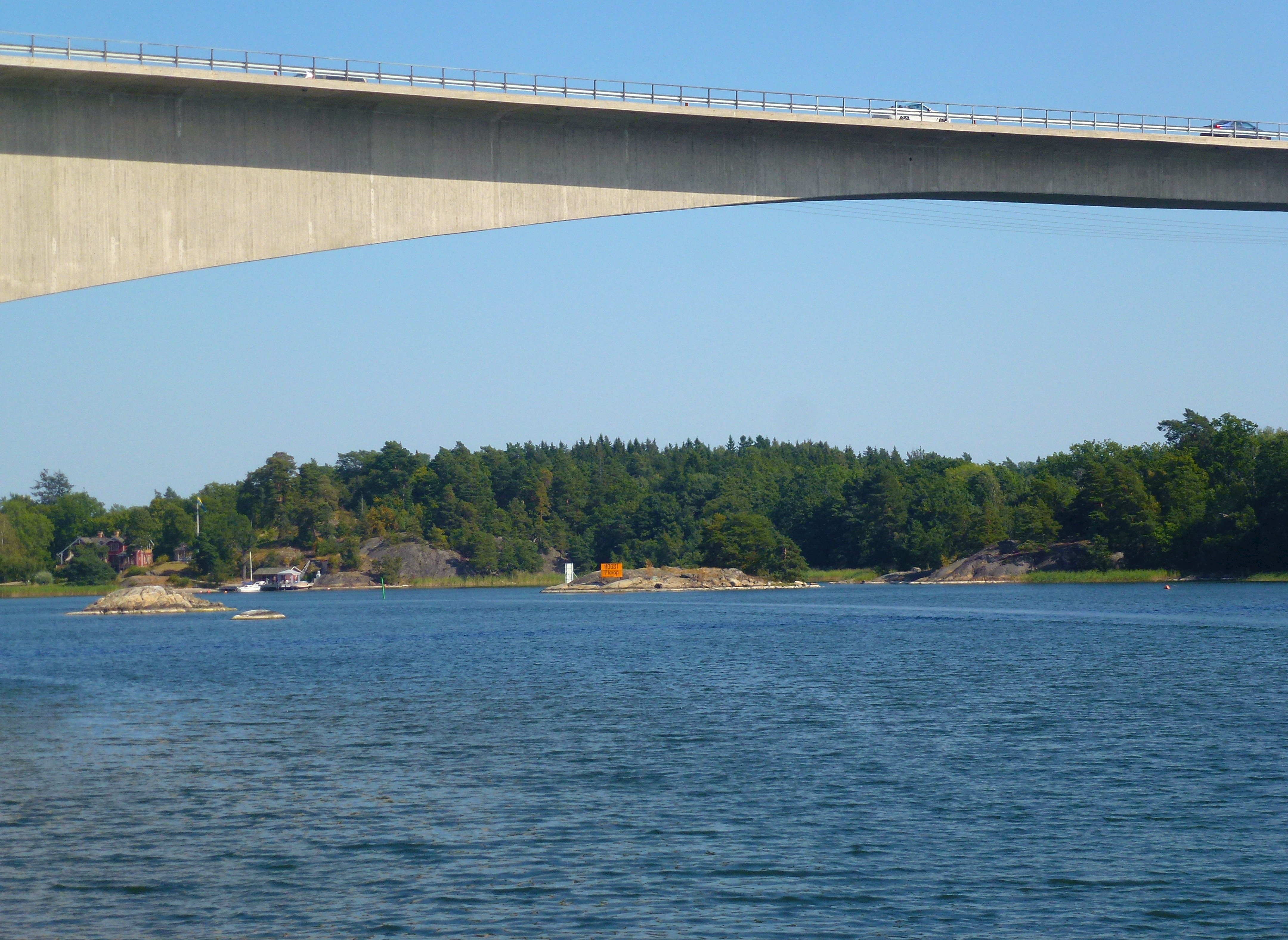
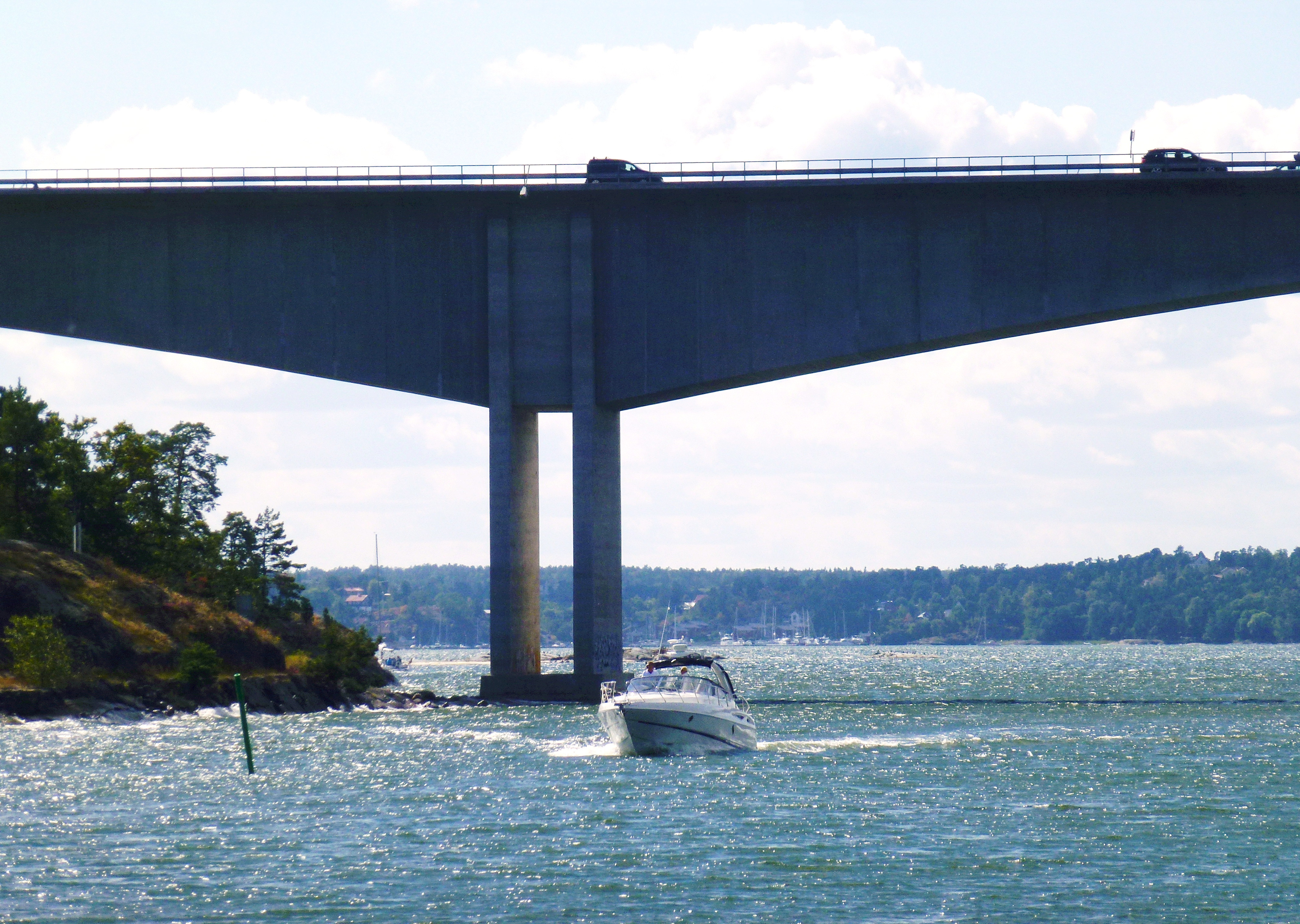
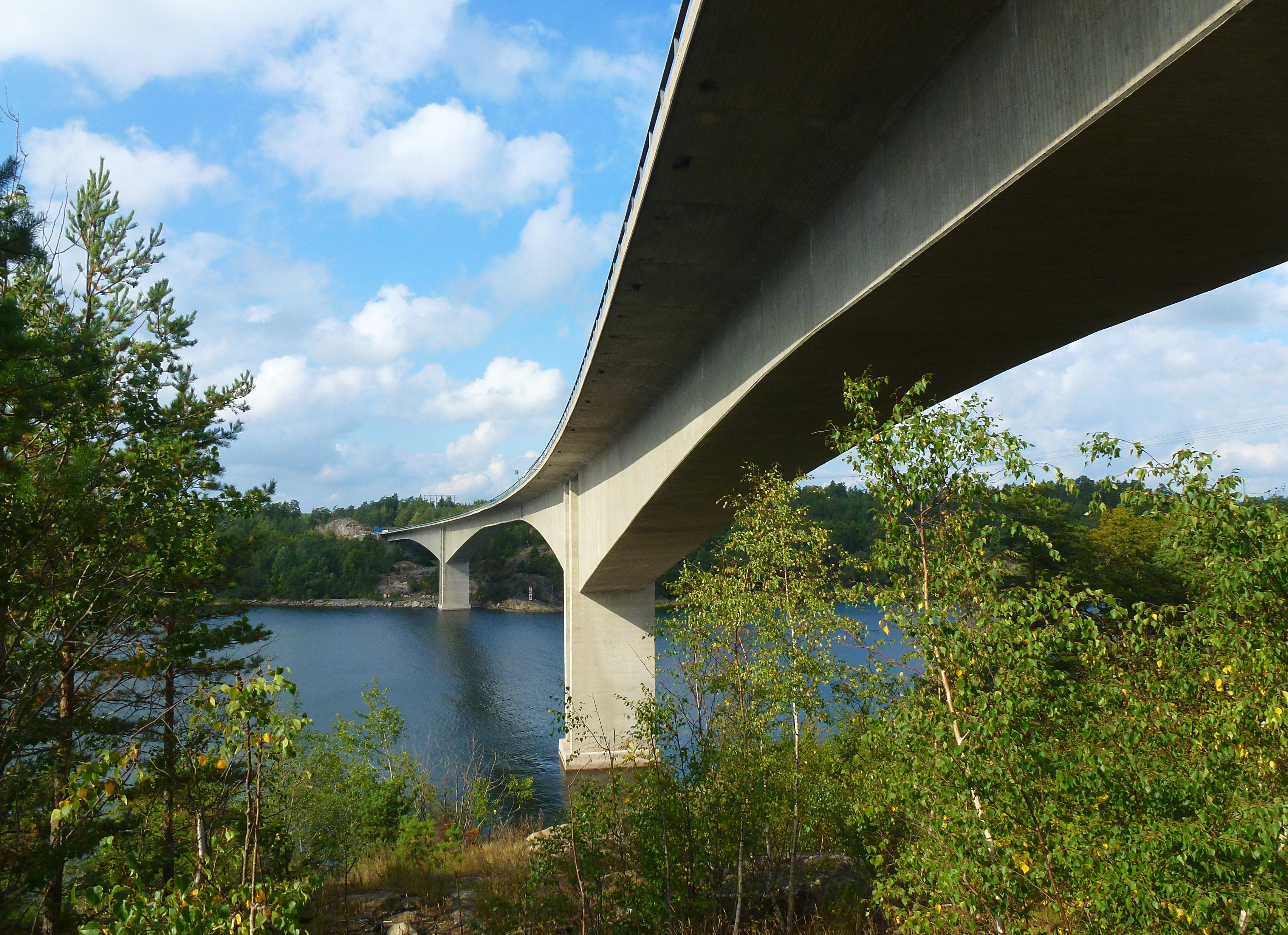